# Coelichneumon assimilis
Coelichneumon assimilis är en stekelart som först beskrevs av Kokujev 1904.  Coelichneumon assimilis ingår i släktet Coelichneumon och familjen brokparasitsteklar. Inga underarter finns listade i Catalogue of Life.